# MarcPol
MarcPol S.A. – polskie przedsiębiorstwo handlowe działające od 1988 do 2016 roku. Prezesem spółki był Marek Mikuśkiewicz. Obecnie znajduje się w upadłości likwidacyjnej i pomimo zamknięcia ostatniego sklepu pod szyldem MarcPol, nie zostało jeszcze wykreślone z rejestru KRS.

## Historia
Początki przedsiębiorstwa to rok 1988 i w tym okresie zajmowało się handlem hurtowym oraz sprzedażą detaliczną odzieży damskiej. Jako pierwsze w Europie Wschodniej otrzymało prawa dystrybucji odzieży firmy Lacoste. W tym okresie otwarty zostaje sklep MarcPolu w Warszawie przy ul. Marszałkowskiej – pierwszy prywatny, dewizowo-złotowy sklep w Polsce, z możliwością wymiany walut, stając się konkurencją dla działających w tym czasie sklepów Pewexu i Baltony.
W 1991 r. MarcPol utworzył sieć handlową z hurtowniami, m.in. w Kielcach, Białymstoku, Częstochowie. W 1992 r. powstał m.in. sklep w Warszawie na pl. Defilad w blaszanej hali przy Pałacu Kultury i Nauki. Do 1995 r. sieć otworzyła 9 sklepów w Moskwie i 4 oddziały MarcPol Banku, także sklepy w Sofii.
W 2000 roku MarcPol kupił firmę Pekpol Detal powiększając swoją sieć o kolejne 11 sklepów, a w 2002 roku 10 supermarketów sieci delikatesów Robert. W 2007 roku spółka została laureatem XVII edycji konkursu „Teraz Polska”.
W 2015 roku spółka modernizowała swoje placówki. Wówczas miała ich 60. W 2016 r. spółka przechodziła kryzys. Zmuszona była zamknąć połowę swoich placówek. Zostało ich 30, znajdowały się głównie w Warszawie. W kwietniu 2016 r. Marek Mikuśkiewicz, dotychczasowy prezes sprzedał swoje 100% udziałów w spółce KT System. 6 czerwca 2016 r. Sąd Rejonowy w Warszawie ogłosił upadłość likwidacyjną spółki MARCPOL SA. Pod koniec 2016 r. działały jeszcze tylko 2 placówki pod nazwą MarcPol, obie zlokalizowane w Warszawie (przy ul. Marszałkowskiej 84/92 oraz przy ul. Dereniowej 8), a ostatni z nich, przy ul. Marszałkowskiej, został decyzją Rady Wierzycieli spółki zamknięty w maju 2017 r. Prezes spółki został aresztowany w 2022 roku.

## Sponsoring
Firma była sponsorem drużyny kolarskiej BDC MarcPol Jamis Team.